# فاركو سابينو
فاركو سابينو هي كومونا (بلدية) في مقاطعة رييتي في منطقة لاتيوم الإيطالية، وقد تقع على بعد حوالي 60 كيلومتر (37 ميل) شمال شرق روما وايضا حوالي 20 كيلومتر (12 ميل) جنوب شرق رييتي.
اذ حدود البلدية مع أسكريا و قلعة دي تورا، كونسيرفيانو، مارسيتلي، باجانيكو سابينو، بيسكوروتشيانو، بيتريلا سالتو و روكا سينيبالدا.